# 竜泉 (台東区)
竜泉（りゅうせん）は、東京都台東区の町名。現行行政地名は竜泉一丁目から竜泉三丁目。住居表示実施済区域。

## 地理
台東区の北部に位置し、下谷地域に属する。東部は土手通りに接し、これを境に日本堤に接する。南東部は千束に接する。南部は入谷に接する。西部は昭和通りに接しこれを境に下谷に接する。北端は根岸に接する。北部は三ノ輪に接する。商店やビル、寺院、住居などが混在している。下谷に所在する下谷警察署および東上野に所在する上野消防署 の管轄に当たる。

## 歴史
慶長から元和頃に龍泉寺が創建され、辺り一帯を所領とし、これが龍泉寺村（竜泉寺村）と呼ばれるようになった。その後天領を経て、正保年間より寛永寺領となった。明暦の大火後吉原遊廓が村内日本堤に移転し、新吉原となった。1679年（延宝2年）頃、新吉原へ向かう現在の茶屋町通り沿いに町並みが形成され、1745年（延享2年）これが下谷竜泉寺町として町奉行支配となり、1869年（明治2年）竜泉寺村との混同を避けるため下谷竜泉町に改称された。
1889年（明治22年）下谷竜泉町、竜泉寺村、千束村の一部・三ノ輪村飛地が北豊島郡から下谷区に編入され、1891年（明治24年）これらが下谷竜泉寺町となった。1893年（明治26年）より翌年にかけて樋口一葉が居住し、『たけくらべ』の舞台とされている。1911年（明治44年）下谷の冠称を外した。新住居表示施行により1965年（昭和40年）竜泉一・二丁目、翌年三丁目が成立した。

## 世帯数と人口
2025年（令和7年）3月1日現在（台東区発表）の世帯数と人口は以下の通りである。
| 丁目       | 世帯数    | 人口    |
| ---------- | --------- | ------- |
| 竜泉一丁目 | 1,764世帯 | 2,739人 |
| 竜泉二丁目 | 1,947世帯 | 3,370人 |
| 竜泉三丁目 | 2,226世帯 | 3,479人 |
| 計         | 5,937世帯 | 9,588人 |

### 人口の変遷
国勢調査による人口の推移。
| 年                 | 人口  |
| ------------------ | ----- |
| 1995年（平成7年）  | 5,712 |
| 2000年（平成12年） | 6,108 |
| 2005年（平成17年） | 7,079 |
| 2010年（平成22年） | 7,186 |
| 2015年（平成27年） | 8,263 |
| 2020年（令和2年）  | 8,995 |

### 世帯数の変遷
国勢調査による世帯数の推移。
| 年                 | 世帯数 |
| ------------------ | ------ |
| 1995年（平成7年）  | 2,334  |
| 2000年（平成12年） | 2,778  |
| 2005年（平成17年） | 3,258  |
| 2010年（平成22年） | 3,637  |
| 2015年（平成27年） | 4,367  |
| 2020年（令和2年）  | 5,057  |

## 学区
区立小・中学校に通う場合、学区は以下の通りとなる（2023年9月現在）。
| 丁目       | 番地    | 小学校               | 中学校             |
| ---------- | ------- | -------------------- | ------------------ |
| 竜泉一丁目 | 全域    | 台東区立金曽木小学校 | 台東区立柏葉中学校 |
| 竜泉二丁目 | 1～19番 | 台東区立金曽木小学校 | 台東区立柏葉中学校 |
| 竜泉二丁目 | 20番    | 台東区立東泉小学校   | 台東区立柏葉中学校 |
| 竜泉三丁目 | 全域    | 台東区立東泉小学校   | 台東区立柏葉中学校 |

## 交通
中央部を一・二丁目と三丁目を分ける形で国際通りが南北に通っている。

### バス
- 都営バス 都08・草43・草63 「竜泉」
- 台東区循環バスめぐりん 「北めぐりん」
  - (12) 竜泉三丁目
  - (15) 一葉記念館入口
  - (16) 竜泉一丁目

### 道路
- 国道4号（昭和通り）
- 東京都道462号蔵前三ノ輪線（国際通り）

## 事業所
2021年（令和3年）現在の経済センサス調査による事業所数と従業員数は以下の通りである。
| 丁目       | 事業所数  | 従業員数 |
| ---------- | --------- | -------- |
| 竜泉一丁目 | 133事業所 | 659人    |
| 竜泉二丁目 | 89事業所  | 883人    |
| 竜泉三丁目 | 163事業所 | 1,120人  |
| 計         | 385事業所 | 2,662人  |

### 事業者数の変遷
経済センサスによる事業所数の推移。
| 年                 | 事業者数 |
| ------------------ | -------- |
| 2016年（平成28年） | 396      |
| 2021年（令和3年）  | 385      |

### 従業員数の変遷
経済センサスによる従業員数の推移。
| 年                 | 従業員数 |
| ------------------ | -------- |
| 2016年（平成28年） | 2,502    |
| 2021年（令和3年）  | 2,662    |

### 主な企業
- 東京電力上野支社
- オンダ（本社）

## 施設
- 一葉記念館
- 台東区立弁天院公園
- 龍泉寺 - 真言宗智山派の仏教寺院
- 月洲寺 - 臨済宗南禅寺派の仏教寺院
- 正燈寺 - 臨済宗妙心寺派の仏教寺院
- 大音寺 - 浄土宗の仏教寺院
- 西徳寺 - 真宗佛光寺派の仏教寺院
- 弁天寺 - 曹洞宗の仏教寺院
- 大照寺 - 真宗佛光寺派の仏教寺院
- 正宝院 - 天台宗の仏教寺院。山号寺号は龍光山三高寺。「飛不動」で知られる。
- 朝日辨財尊天　- 上野不忍池、夕日辯財尊天と姉妹辨天で知られる。
- 千束稲荷神社 - 樋口一葉『たけくらべ』ゆかりの神社

## その他

### 日本郵便
- 郵便番号 : 110-0012[3]（集配局 : 上野郵便局[14]）。